# 8927 Ryojiro
8927 Ryojiro eller 1996 YT är en asteroid i huvudbältet som upptäcktes den 20 december 1996 av den japanska astronomen Takao Kobayashi vid Ōizumi-observatoriet. Den är uppkallad efter Ryojiro Akiba.
Asteroiden har en diameter på ungefär 9 kilometer och den tillhör asteroidgruppen Nysa.